# 매화연풍
《매화연풍》은 한국방송공사 1TV 특집드라마이다.

## 출연진
- 안병경